# Georges Ribemont-Dessaignes
Georges Ribemont-Dessaignes, född 19 juni 1884 i Montpellier, död 9 juli 1974 i Saint-Jeannet, var en fransk roman- och pjäsförfattare, poet och bildkonstnär. Han är förknippad med dadaismen i Paris, men även surrealismen. Han skrev pjäser som L'Empereur de Chine (1916) och Le Serin muet (1919), liksom librettot till Bohuslav Martinůs opera Les Larmes de couteau (1928). Han skrev även flera romaner, som till exempel L'Autruche aux yeux clos (1924) och Le Bar du lendemain (1927). Han är inte översatt till svenska (2020).

## Verk
- L'Empereur de Chine (1916)
- Le Serin muet (1919)[7]